# Жечкув (Равський повіт)
Жечкув (пол. Rzeczków) — село в Польщі, у гміні Біла-Равська Равського повіту Лодзинського воєводства.
Населення — 181 особа (2011).
У 1975-1998 роках село належало до Скерневицького воєводства.

## Демографія
Демографічна структура станом на 31 березня 2011 року:
|          | Загалом | Допрацездатний вік | Працездатний вік | Постпрацездатний вік |
| -------- | ------- | ------------------ | ---------------- | -------------------- |
| Чоловіки | 92      | 17                 | 64               | 11                   |
| Жінки    | 89      | 24                 | 48               | 17                   |
| Разом    | 181     | 41                 | 112              | 28                   |